# Patric Looser
Patric Looser (* 23. Mai 1984 in Gossau SG) ist ein ehemaliger Schweizer Voltigierer.
Looser begann 1992 mit dem Voltigieren, zunächst im Team. 1995 startete er zusätzlich seine Laufbahn im Herren-Einzel. Er ist 18-facher Schweizermeister sowie Welt- und Europameister (Team und Einzel). Zudem gewann er im April 2011 das erste Weltcupfinale der Voltigierer.

## Leben
2006 nahm er das Studium an der Deutschen Sporthochschule Köln und das Training im Verein JRG Köln auf. Der JRG Köln entstammen erfolgreiche Voltigierteams sowie auch der ehemalige Voltigierer Kai Vorberg.
Im Februar 2012 beendete Looser seine Aktivenlaufbahn als Voltigierer. Seitdem ist er unter anderem als Longenführer tätig.

## Erfolge
Weltmeisterschaften (Einzel)
- Gold: 2010

Europameisterschaften (Einzel)
- Gold: 2011
- Bronze: 2007
- 4. Platz: 2009

Schweizermeisterschaft (Einzel)
- Gold: 1996, 1998, 1999, 2000, 2001, 2002, 2004, 2005, 2006, 2007, 2008, 2011

Weltcupfinale
- Gold: 2011 (Leipzig), 2012 (Bordeaux)

Concours de Voltige International (CVI)
- Gold: 2010 München (Weltcup), 2010 Dresden (Weltcup), 2010 Salzburg (Weltcup), 2011 CVIO Aachen, 2011 München, 2011 Salzburg, 2012 Leipzig
- Silber: 2010 Krumke, 2010 Ermelo (NED), 2010 Saumur (FRA), 2010 Leipzig
- Bronze: 2008 CVIO Aachen, 2010 CVIO Aachen, 2010 Neeroeteren (BEL), 2010 Wiesbaden

Im Team hatte er ebenfalls vielfach Erfolge als Vizeweltmeister (1996, 1998, 2000, 2002), Europameister (1999, 2001), Vizeeuropameister (1997) und mehrfacher Schweizermeister.
Trainer und Longenführer
Als Trainer und Longenführer des Teams Norka vom Verein Köln Dünnwald:
- Europameisterschaft 2017: Gold[4]
- Weltmeisterschaft 2018: Gold[4]
- Weltmeisterschaft 2022: Gold[5]